# Magic Kaito
Magic Kaito (まじっく快斗, Majikku Kaito) é uma série de manga escrita por Gosho Aoyama. A série gira em torno de um jovem mágico chamado Kaito Kuroba que segue os passos de seu falecido pai, adotando o pseudônimo "Kaito Kid" (ou "Kid, o Ladrão Fanstama"). Publicado pela primeira vez em 1987 na revista Weekly Shōnen Sunday, da editora Shogakukan, Aoyama pôs a série em hiato em 1988 e desde então ela é publicada irregularmente na revista. Naquele ano, em 18 de abril e 18 de outubro dois tankobon foram publicados, com o terceiro e o quarto volume sendo publicados apenas em 17 de setembro de 1994 e 16 de fevereiro de 2007, respectivamente. Uma história em dois capítulos foi lançada em agosto de 2011 e, em outubro de 2014, mais três capítulos da série foram publicados.
Em 2010, o estúdio TMS Entertainment adaptou o mangá pela primeira vez em um anime, que foi exibido como um especial de televisão em 17 de abril no canal Animax. Em 2011, mais cinco especiais foram exibidos pela Yomiuri TV, sendo seguidos de outros seis em 2012, com o último deles sendo exibido em 29 de dezembro. Na Shōnen Sunday de julho de 2014, uma série para televisão produzida por A-1 Pictures, que estrearia em outubro, foi anunciada. A Yomiuri TV exibiu o primeiro episódio da série em 4 de outubro de 2014.